# Torneo Clausura 2002 (El Salvador)
El Torneo Clausura 2002 fue el octavo torneo corto desde la creación del formato de un campeonato Apertura y Clausura, que se juega en la Primera División de El Salvador. FAS se proclamó campeón por decimosegunda vez en su historia, y primera ocasión en este tipo de competencia.

## Formato de competencia
El torneo clausura se desarrolla de la misma forma que el torneo de temporada anterior, en dos fases:
- Fase de clasificación: los dieciocho días del campeonato.
- Fase final: los partidos de ida y vuelta que van desde las semifinales hasta la final.

### Fase de clasificación
Durante la fase de clasificación, los diez equipos se enfrentan a los otros nueve equipos dos veces según un calendario elaborado al azar. Los cuatro mejores equipos se clasifican para las semifinales, mientras que el último desciende a la Segunda División .
La clasificación se basa en la escala de puntos clásica (victoria a 3 puntos, empate a 1, derrota a 0). El desempate final se basa en los siguientes criterios:
- El número de puntos.
- La diferencia de goles general.
- El número de goles marcados.

## Equipos participantes

### Equipos por departamento
| Departamento | N.º | Equipos                                |
| ------------ | --- | -------------------------------------- |
| San Salvador | 3   | Alianza, Atlético Marte y San Salvador |
| La Unión     | 2   | Atlético Balboa y Municipal Limeño     |
| San Miguel   | 2   | Águila y Dragón                        |
| Santa Ana    | 2   | FAS e Isidro Metapán                   |
| Usulután     | 1   | Luis Ángel Firpo                       |

### Información de los equipos
| Equipo           | Entrenador               | Ciudad             | Estadio                  |
| ---------------- | ------------------------ | ------------------ | ------------------------ |
| Águila           | Rubén Guevara            | San Miguel         | Juan Francisco Barraza   |
| Alianza          | Juan Ramón Paredes       | San Salvador       | Cuscatlán                |
| Atlético Balboa  | Juan Quarentone          | La Unión           | Marcelino Imbers         |
| Atlético Marte   | Luis Ángel León          | San Salvador       | Cuscatlán                |
| Dragón           | Nelson Brizuela          | San Miguel         | Juan Francisco Barraza   |
| FAS              | Alberto Agustín Castillo | Santa Ana          | Óscar Alberto Quiteño    |
| Isidro Metapán   | Roberto Fabrizio         | Metapán            | Jorge "Calero" Suárez    |
| Luis Ángel Firpo | Kiril Dojčinovski        | Usulután           | Sergio Torres Rivera     |
| Municipal Limeño | Óscar Benítez            | Santa Rosa de Lima | Dr. Ramón Flores Berríos |
| San Salvador     | Jaime Rodríguez          | San Salvador       | Cuscatlán                |

## Tabla general
| Pos.                  | Equipos               | PJ  | PG | PE | PP | GF  | GC  | Dif. | Pts. |
| --------------------- | --------------------- | --- | -- | -- | -- | --- | --- | ---- | ---- |
| 1.°                   | Águila                | 18  | 11 | 5  | 2  | 47  | 20  | +27  | 38   |
| 2.°                   | Alianza               | 18  | 9  | 3  | 6  | 38  | 24  | +14  | 30   |
| 3.°                   | Municipal Limeño      | 18  | 8  | 6  | 4  | 24  | 16  | +8   | 30   |
| 4.°                   | Isidro Metapán        | 18  | 8  | 5  | 5  | 30  | 16  | +14  | 29   |
| 5.°                   | FAS                   | 18  | 7  | 8  | 3  | 29  | 18  | +11  | 29   |
| 6.°                   | Luis Ángel Firpo      | 18  | 8  | 5  | 5  | 22  | 22  | 0    | 29   |
| 7.°                   | Atlético Balboa       | 18  | 5  | 7  | 6  | 19  | 24  | -5   | 22   |
| 8.°                   | San Salvador          | 18  | 3  | 5  | 10 | 23  | 37  | -14  | 14   |
| 9.°                   | Dragón                | 18  | 3  | 3  | 12 | 22  | 44  | -22  | 12   |
| 10.°                  | Atlético Marte        | 18  | 2  | 5  | 11 | 13  | 45  | -32  | 7    |
| Equipos Clausura 2002 | Equipos Clausura 2002 | 180 | 64 | 52 | 64 | 267 | 266 | 1    | 240  |

|  | Líder, clasificado para las semifinales. |
|  | Clasificados para las semifinales.       |
|  | Repechaje por el cuarto lugar.           |

### Juego de desempate por el cuarto lugar
| 8 de mayo de 2002 | Isidro Metapán | 0 - 2 | FAS | ?, San Salvador |  |

## Fase final

### Cuadro de desarrollo
|  | Semifinales                          | Semifinales                          | Semifinales                          | Semifinales                          | Semifinales                          |   |    | Final      | Final      | Final      |  |
|  | 12 de mayo (ida) 18 de mayo (vuelta) | 12 de mayo (ida) 18 de mayo (vuelta) | 12 de mayo (ida) 18 de mayo (vuelta) | 12 de mayo (ida) 18 de mayo (vuelta) | 12 de mayo (ida) 18 de mayo (vuelta) |   |    | 26 de mayo | 26 de mayo | 26 de mayo |  |
|  |                                      |                                      |                                      |                                      |                                      |   |    |            |            |            |  |
|  |                                      |                                      |                                      |                                      |                                      |   |    |            |            |            |  |
|  | 1°                                   | Águila                               | 1                                    | 4                                    | 5                                    |   |    |            |            |            |  |
|  | 1°                                   | Águila                               | 1                                    | 4                                    | 5                                    |   |    |            |            |            |  |
|  | 4°                                   | FAS                                  | 2                                    | 4                                    | 6                                    |   |    |            |            |            |  |
|  | 4°                                   | FAS                                  | 2                                    | 4                                    | 6                                    |   | 2° | Alianza    | 0          |            |  |
|  |                                      |                                      |                                      |                                      |                                      |   | 2° | Alianza    | 0          |            |  |
|  |                                      |                                      | 4°                                   | FAS                                  | 4                                    |   |    |            |            |            |  |
|  | 2°                                   | Alianza                              | 4°                                   | FAS                                  | 4                                    | 1 | 0  | 1          |            |            |  |
|  | 2°                                   | Alianza                              |                                      |                                      |                                      | 1 | 0  | 1          |            |            |  |
|  | 3°                                   | Municipal Limeño                     | 0                                    | 0                                    | 0                                    |   |    |            |            |            |  |
|  | 3°                                   | Municipal Limeño                     | 0                                    | 0                                    | 0                                    |   |    |            |            |            |  |
|  |                                      |                                      |                                      |                                      |                                      |   |    |            |            |            |  |

### Final
| 26 de mayo de 2002 | Alianza | 0 - 4 | FAS                                        | Estadio Cuscatlán, San Salvador |  |
|                    |         |       | Reyes 31' 25' · Velásquez 42' · Bentos 56' |                                 |  |

|                         |
| Campeón FAS 12.° título |